# Удав гадюковий
Удав гадюковий (Candoia aspera) — неотруйна змія з роду Тихоокеанський удав родини Удавові. Має 2 підвиди. Інші назви: «новогвінейська земляна змія» й «удав шорсткий».

## Опис
Загальна довжина коливається від 0,6 до 1 м. Має вкрай товстий тулуб, розширену голову та короткий, загострений хвіст. Морда витягнута, уплощена дорсовентрально й злегка звужена на кінці. Луска тулуба має високі, міцні килі. Ця змія за формою нагадує деяких гадюк, наприклад, габонську або носату. Така схожість також допомагає цьому удавові тим, що його часто приймають за отруйну змію. Забарвлення коричневе або червонувате з малюнком із витягнутих поперечних плям неправильної форми. По краях плям часто помітні вертикальні світлі штрихи.

## Спосіб життя
Полюбляє ліси, кокосові плантації. зустрічається на висоті до 1300 м над рівнем моря. Активний вночі. Здебільшого пересувається по землі, ховаючись під опалим листям або серед рослинності. Дуже рідко заповзає на дерева. Завдяки своєму забарвленню гарно маскується в лісовій підстилці. Харчується наземними жабами, ящірками та дрібними ссавцями.
Це живородна змія.

## Розповсюдження
Мешкає на деяких островах Індонезії, на Новій Гвінеї й архіпелазі Бісмарка.

## Підвиди
- Candoia aspera aspera
- Candoia aspera schmidti